# Sciadotenia paraensis
Sciadotenia paraensis är en tvåhjärtbladig växtart som först beskrevs av August Wilhelm Eichler, och fick sitt nu gällande namn av Friedrich Ludwig Diels. Sciadotenia paraensis ingår i släktet Sciadotenia och familjen Menispermaceae. Inga underarter finns listade i Catalogue of Life.